# Iris Rogers
Iris L. Rogers (* 1930, geborene Iris Cooley) ist eine ehemalige englische Badmintonspielerin.

## Karriere
Iris Cooley siegte 1953 erstmals bei den All England, 1959 gewann sie ihren letzten Titel dort. In einer Zeit, als es im Badminton weder EM noch WM gab, waren die Titelkämpfe dort das höchste, was ein Badmintonspieler erreichen konnte. Des Weiteren war sie unter anderem bei den Irish Open, Scottish Open, Welsh International, Dutch Open und Swedish Open erfolgreich.

## Erfolge
| Saison | Veranstaltung                 | Disziplin   | Platz | Name                               |
| ------ | ----------------------------- | ----------- | ----- | ---------------------------------- |
| 1953   | Denmark Open                  | Damendoppel | 1     | Iris Cooley / June White           |
| 1953   | Irish Open                    | Dameneinzel | 1     | Iris Cooley                        |
| 1953   | All England                   | Damendoppel | 1     | Iris Rogers / June White           |
| 1953   | Irish Open                    | Damendoppel | 1     | Iris Cooley / June White           |
| 1953   | English Invitation Tournament | Dameneinzel | 1     | Iris Cooley                        |
| 1953   | English Invitation Tournament | Damendoppel | 1     | Iris Cooley / June White           |
| 1954   | All England                   | Damendoppel | 2     | Iris Rogers / June White           |
| 1954   | All England                   | Dameneinzel | 2     | Iris Cooley                        |
| 1954   | Scottish Open                 | Dameneinzel | 1     | Iris Cooley                        |
| 1954   | Scottish Open                 | Damendoppel | 1     | Iris Cooley / June White           |
| 1954   | Irish Open                    | Damendoppel | 1     | Iris Cooley / June White           |
| 1955   | All England                   | Damendoppel | 1     | Iris Rogers / June White           |
| 1955   | Irish Open                    | Dameneinzel | 1     | Iris Cooley                        |
| 1955   | Scottish Open                 | Dameneinzel | 1     | Iris Cooley                        |
| 1955   | Scottish Open                 | Mixed       | 1     | John Best / Iris Cooley            |
| 1955   | Scottish Open                 | Damendoppel | 1     | Iris Cooley / June White           |
| 1955   | Irish Open                    | Damendoppel | 1     | Iris Cooley / June White           |
| 1956   | All England                   | Damendoppel | 2     | Iris Rogers / June White Timperley |
| 1956   | Scottish Open                 | Damendoppel | 1     | Iris Cooley / June Timperley       |
| 1956   | Scottish Open                 | Dameneinzel | 1     | Iris Cooley                        |
| 1957   | Swedish Open                  | Damendoppel | 1     | Iris Rogers / June Timperley       |
| 1957   | Irish Open                    | Damendoppel | 1     | Iris Rogers / June Timperley       |
| 1957   | Irish Open                    | Dameneinzel | 1     | Iris Rogers                        |
| 1957   | All England                   | Damendoppel | 2     | Iris Rogers / June White Timperley |
| 1957   | English Invitation Tournament | Damendoppel | 1     | Iris Rogers / June Timperley       |
| 1958   | Dutch Open                    | Mixed       | 1     | Hugh Findlay / Iris Rogers         |
| 1958   | All England                   | Damendoppel | 2     | Iris Rogers / June White Timperley |
| 1958   | Scottish Open                 | Damendoppel | 1     | Iris Rogers / June Timperley       |
| 1958   | Scottish Open                 | Mixed       | 1     | John Best / Iris Rogers            |
| 1958   | Dutch Open                    | Damendoppel | 1     | June Timperley / Iris Rogers       |
| 1958   | Dutch Open                    | Dameneinzel | 1     | Iris Rogers                        |
| 1959   | Irish Open                    | Damendoppel | 1     | Iris Rogers / June Timperley       |
| 1959   | All England                   | Damendoppel | 1     | Iris Rogers / June White Timperley |
| 1967   | Irish Open                    | Mixed       | 1     | Roger Mills / Iris Rogers          |